# Уолфорд, Альберт Джон
Альберт Джон Уолфорд (англ. Albert John Walford, 3 августа 1906—2000) — британский библиотекарь и библиограф, составитель «Путеводителя по справочным материалам» (англ. Walford Guide to Reference Material).
Альберт Уолфорд родился и вырос в лондонском предместье Бермендси. По окончании Лондонского университета он работал в библиотеках Сток-Ньюингтона и Ламбета, во время Второй мировой войны служил военным библиотекарем при британских штабах в Африке и в Италии. В 1946 году стал одним из первых сотрудников системы общедоступных библиотек, перешедшим на руководящий пост в ведомственной библиотеке Министерства обороны. Параллельно с государственной службой и научной работой в 1950-е годы Уолфорд служил главным редактором «Журнала библиотечной ассоциации» (Library Association Record). После отставки (1976 год) продолжал активную общественную и научную работу.
C 1930 года Уолфорд активно занимался популяризацией справочных и библиографических технологий, регулярно публиковал статьи о повседневных проблемах библиотечного дела и способах их решения. В 1950-е годы Уолфорд составил и в 1959 году опубликовал свой главный труд — «Путеводитель по справочным материалам». Предшествующие работы этого рода выходили в США в 1902 году и в Великобритании в 1929 году, но в самой Великобритании использовались редко. Путеводитель Уолфорда, напротив, оказался востребован, в особенности в специализированных тематических библиотеках. Второе, трёхтомное, издание вышло в 1966—1970 годы; последнее, пятое, прижизненное издание — в 1985—1991 годы.